# Колодезянский сельский совет
Колодезянский сельский совет (укр. Колодезянська сільська рада, крымскотат. Çoñrav köy şurası) — согласно законодательству Украины — административно-территориальная единица в Красногвардейском районе Автономной Республики Крым, расположенная в юго-восточной части района в степной зоне полуострова. Население по переписи 2001 года — 2173 человека.
К 2014 году в состав сельсовета входило 3 села:
- Колодезное
- Докучаево
- Пологи

## История
Чонгравский сельсовет был создан в начале 1920-х годов в составе Симферопольского района. По результатам всесоюзной переписи 17 декабря 1926 года Чонгравский сельский включал 15 населённых пунктов с населением 1917 человек.
Также числились хутора Крым с 12 жителями, Скала Крыма с 9, Скала Нуса с 7, Чонграв Старый с 51. Постановлением КрымЦИКа «О реорганизации сети районов Крымской АССР» от 15 сентября 1930 года, был вновь создан Биюк-Онларский район (с 1944 года — Октябрьский район), теперь как немецкий национальный, куда включили сельсовет. Указом Президиума Верховного Совета РСФСР от 21 августа 1945 года Чонгравский сельсовет был переименован в Колодезянский. С 25 июня 1946 года совет в составе Крымской области РСФСР, а 26 апреля 1954 года Крымская область была передана из состава РСФСР в состав УССР. На 15 июня 1960 года в составе Колодезянского сельсовета числились населённые пункты:

| - Азов - Анновка - Барабановка - Вавилово | - Голиково - Докучаево - Золотое - Калинино | - Колодезное - Найдёновка - Низовое - Орловка | - Подгорное - Пологи - Тургенево - Холмовое - Чикаренко |

Указом Президиума Верховного Совета УССР «Об укрупнении сельских районов Крымской области», от 30 декабря 1962 года Октябрьский район упразднили и совет присоединили к Красногвардейскому. К 1968 году были упразднены Барабановка, Вавилово, Голиково и Калинино. Анновка, Тургенево и Чикаренко переданы в Белогорский район. К 1977 году ликвидировано Подгорное, был создан Найдёновский сельский совет, в который отошли Золотое, Найдёновка и Орловка. Постановлением ВС Украины от 17 февраля 1987 года Азов передан в подчинение Пятихатскому сельсовету. С 12 февраля 1991 года сельсовет в восстановленной Крымской АССР, 26 февраля 1992 года переименованной в Автономную Республику Крым. 19 ноября 2008 года упразднено Низовое. С 21 марта 2014 года в составе Крыма аннексирован Россией. Законом «Об установлении границ муниципальных образований и статусе муниципальных образований в Республике Крым» от 4 июня 2014 года территория административной единицы была объявлена муниципальным образованием со статусом сельского поселения.